# Eugenio Garin
Eugenio Garin (Rieti, 9 de maig de 1909 – Florència, 29 de desembre de 2004) va ser un filòsof i historiador de la filosofia italià.

## Vida i pensament
Alumne del filòsof Ludovico Limentani és considerat com un dels historiadors de la filosofia, l'humanisme i de la cultura renaixentista més reputats del segle xx, fins al punt de ser comparat amb Jacob Burckhardt i Delio Cantimori
Garin va començar de molt jove a la universitat i es va graduar amb només 21 anys guiat per Limentani. Durant aquest període va publicar diversos estudis sobre la Il·lustració a Anglaterra que culminaren en un volum de 1942 sobre els moralistes anglesos. Ràpidament després de la seva carrera va guanyar les oposicions per donar classes als lliceus, el qual dugué a terme fins al 1949, quan va aconseguir la càtedra. Entre els comissaris per a les oposicions es trobava Augusto Guzzo, figura de referència per a Garin com a mínim durant la postguerra. Durant aquests anys els seus referents culturals no eren intel·lectuals i polítics com Antonio Gramsci sinó més aviat el corrent espiritualista i catòlic com Louis Lavelle i René Le Senne o els italians Enrico Castelli Gattinara di Zubiena, Michele Federico Sciacca i el mateix Guzzo.
Un gir a les seves perspectives polítiques, filosòfiques i historiogràfiques tingué lloc amb l'aparició dels Quaderns de la Presó de Gramsci, que l'influiren en la seva continuada referència a la concreció del pensament i amb la publicació de les Cròniques de Filosofia Italiana. Aquests volums, importants per a Vito Laterza, aconseguí el premi Viareggio a l'assaig i fou favorablement acollit per la crítica, entre els quals es troba Palmiro Togliatti (sota el nom Roderigo di Castiglia). Després de la intervenció de Togliatti, Garin es va iniciar en el rol d'intel·lectual públic i principal interlocutor cultural del Partit Comunista Italià. Aquesta posició es va oficialitzar en el vintè aniversari de la mort de Gramsci.
Com a historiador de la filosofia molt lligat al rigor filològic i al treball sobre el text, no li agradava ser definit com a "filòsof", malgrat les seves polèmiques antiespeculatives i com a influent teòric de la historiografia filosòfic. Durant molts anys va ser docent a la Universitat de Florència juntament amb figures intel·lectuals com Delio Cantimori o Cesare Luporini. Més tard fou transferit a la Universitat de Pisa a causa de la revolta estudiantil de 1968, de la qual criticava la modalitat de lluita, que considerava revolucionarisme abstracte.

## Temes
A partir de la seva extensa monografia sobre Pico della Mirandola i la cultura de l'humanisme del seu entorn (Giovanni Pico della Mirandola, 1937), Garin escrigué llibres de prestigi sobre la Itàlia de l'era renaixentista. Va ser autor així mateix d'una monografia clàssica sobre l'educació en el llindar de la modernitat: L'educazione in Europa 1400-1600. D'altra banda són destacables les seves compilacions d'articles, considerats la seva obra més original: Medioevo e rinascimento, Scienza e vita civile nel Rinascimento italiano i Rinascite i rivoluzioni. També analitzà el corrent hermètic a Lo zodiaco della vita i a Ermetismo del Rinascimento, contribuint a un complex debat que ha involucrat a personalitats com D.P. Walker, Frances Yates, Paolo Rossi o Paola Zambelli.
En els seus estudis també ha dedicat atenció a l'edat mitjana i a la cultura italiana del segle xix (Tra due secoli) continuant la tasca d'influència sobre els intel·lectuals italians d'esquerres realitzada per Antonio Gramsci als Quaderni del carcere.

## Obres
- Giovanni Pico della Mirandola (1937)
- Il Rinascimento italiano (1941)
- Storia della filosofia italiana (1947, 1966, 1978)
- L'Umanesimo italiano (1952)
- Medioevo e rinascimento (1954)
- Cronache di filosofia italiana (1900-1943) (1955)
- L'educazione in Europa 1400-1600 (1957)
- La filosofia come sapere storico (1959)
- La cultura italiana tra Ottocento e Novecento (1962)
- Scienza e vita civile nel Rinascimento italiano (1965)
- Ritratti di umanisti (Firenze: Sansoni 1967)
- Dal Rinascimento all'Illuminismo, (1970)
- Intellettuali italiani del XX secolo, (1974)
- Rinascite e rivoluzioni (1975)
- Lo zodiaco della vita, (1976)
- Filosofia e scienze nel Novecento, (1978)
- Tra due secoli (1983)
- Ermetismo del Rinascimento (1988)
- Umanisti artisti scienziati. Studi sul Rinascimento italiano (1989)
- Gli editori italiani tra Ottocento e Novecento (1991)